# Eparchie amurská
Eparchie amurská je eparchie ruské pravoslavné církve nacházející se v Rusku.

## Území a titul biskupa
Zahrnuje všechny farnosti v rajónech Verchnebureinsk, Komsomolsk na Amuru, Imeni Poliny Osipenko a Solnečnyj.
Eparchiální biskup nese titul biskup amurský a čegdomynský.

## Historie
Eparchie byla zřízena Svatým synodem 5. října 2011 oddělením území z eparchie Chabarovsk.

## Seznam biskupů
- od 2012 Nikolaj (Ašimov)